# Chogyal Namkhai Norbu
Chogyal Namkhai Norbu (Derge, Kham, distrito este de Tíbet; 8 de diciembre de 1938-Merigar, 27 de septiembre de 2018) fue un profesor universitario, escritor y maestro de Dzogchen, investigador de la historia del Tíbet.

## Biografía
Cuando tenía dos años, Namkhai Norbu fue reconocido como la reencarnación o tulku, del gran maestro Dzogchen, Adzom Drugpa (1842-1924), también fue reconocido como una reencarnación de  Shabdrung Ngawang Namgyal (1594-1651). Desde temprana edad, Namkhai Norbu llevó a cabo un curso acelerado de estudio, asistiendo a la universidad monástica, tomando retiros y estudiando con maestros de renombre, entre ellos algunos de los maestros tibetanos más importantes de su tiempo. Bajo la tutela de estos maestros, completó el entrenamiento requerido por la tradición budista, en tanto Sutrayana y Tantrayana. A la edad de dieciséis años, conoció al maestro  Rigdzin Changchub Dorje (1826-1961/1978), quien se convirtió en su principal maestro de Dzogchen.
En 1960 llegó a Italia por invitación del profesor Giuseppe Tucci, y se desempeñó como profesor de lengua y literatura tibetana y mongol, desde 1964 hasta 1992 en la Universidad de Nápoles La Oriental. Namkhai Norbu es ampliamente reconocido como una autoridad líder en cultura tibetana, en particular en los campos de la historia, literatura, y medicina tradicional tibetana y las ciencias astrológicas, como el calendario tibetano. En 1983, fue anfitrión de la primera Convención Internacional sobre la Medicina Tibetana, que se celebró en Venecia, Italia.
En 1976 Chögyal Namkhai Norbu comenzó a dar Enseñanzas de Dzogchen, primero en Italia, después en muchos otros países. Rápidamente se convirtió en una autoridad espiritual respetado entre muchos profesionales, y ha creado centros para el estudio de Dzogchen en todo el mundo.

## Nomenclatura, la ortografía y la etimología
Esta sección detalla los orígenes y el significado del nombre de Chögyal Namkhai Norbu (tibetano: Chos-rgyal Nam-mkha'i Nor-bu).

Chögyal es un título más comúnmente asociado con la monarquía de Sikkim, ahora un estado en el lejano norte de la India. Sin embargo, Chögyal (o Chos-rgyal) es un título que le confiere también una clase especial de gobernantes temporales y espirituales del Reino de Bután, que fueron reconocidos mindstream emanaciones de  Shabdrung Ngawang Namgyel, tibetano fundador de Bután, nacido en el siglo XVII. Namkhai Norbu, reconocido a la edad de cinco, como una emanación de Ngawang Namgyal, ostenta el título de Chögyal en este contexto.
Namkhai (tibetano) tiene el campo semántico de "cielo", "espacio" y "éter", y tiene la terminación caso posesivo, por lo que puede ser traducido al inglés como "... del cielo ". 
Norbu (tibetano) tiene el campo semántico de la "joya", "cristal", "joya", "cintamani". Por lo tanto, Namkhai Norbu se pueden representar en inglés como "Joya del Cielo", "joya del Éter" o "Cristal del Espacio".

## Reconocimiento como Tulku
Namkai Norbu es un reconocido tulku (también trulku), un maestro reencarnado. Para su nacimiento, dos de sus tíos, los maestros Dzogchen Palyul Karma Yangsid y Shechen Rabjam creían que él era la reencarnación de su maestro, Adzom Drugpa Rinpoche (1841-1934). Cuando Norbu tenía dos años de edad, fue confirmado por un tulku principal de la escuela Nyingma.
Luego, cuando tenía cinco años de edad, el 16 Gyalwa Karmapa y  Situ Rinpoche conjuntamente reconocieron a Namkhai Norbu como la emanación de la corriente mental de otro maestro bien conocido, que a su vez era la emanación de  Shabdrung Ngawang Namgyal, un fundador (Bon-Tibetano) de Bután del siglo XVII.
A una edad muy joven, estos reconocimientos le confieren a Namkhai Norbu una gran cantidad de atención y prestigio, como él mismo comenta: "Cuando crecí, me dieron lo que un buen número de nombres y títulos, muchos de los cuales son muy largos y suenan muy bien. Pero nunca los he usado, porque siempre he preferido el nombre de mis padres me dieron al nacer."

## Primeros años
En sus primeros años Namkhai Norbu Rinpoché estudió en el monasterio Derge Gonchen. A la edad de nueve años entró en un colegio sakia, donde estudió filosofía budista varios años con Khyenrab Chökyi Odzer. También recibió numerosas transmisiones tántricas y Dzogchen y enseñanzas de muchos maestros, incluyendo a su tío paterno Togden Ugyen Tendzin (que alcanzó el cuerpo de arco iris), su tío materno Khyentse Rinpoche Chokyi Wangchug, Drubwang Kunga Rimpoché Palden, Negyab Rinpoche, Drugse Gyurmed Dorje, Dzongsar Khyentse Rinpoche y Bo Gongkar Rinpoche. En 1951, también recibió enseñanzas de Chöd de Ayu Khandro Dorje Paldrön (1838-1953), una mujer que pasó más de cincuenta años en retiro en la oscuridad y fue discípula de Jamyang Khyentse Wangpo.
Rinpoche fue invitado a China en 1953 como representante de los monasterios tibetanos. Después de visitar Chengdu y Chungching, aceptó la invitación para enseñar idioma tibetano en Menyag. Durante este tiempo conoció a Kangkar Rinpoche de quien recibió instrucciones de las Seis Yogas de Naropa y otras enseñanzas.
Rinpoche se reunió con su maestro raíz Rigdzin Changchub Dorje en 1955 y permaneció en su residencia de Khamdogar durante seis meses. De Changchub Dorje recibió la auténtica transmisión del Dzogchen y se dio cuenta de la esencia del Dharma' (que subsume tanto Wylie: 'chos' y 'bon') como un estado de conocimiento más allá de todas las limitaciones. Esta toma de conciencia ha seguido siendo un rasgo característico de su manera de enseñar a lo largo de su vida.
A finales de 1950, Chögyal Namkhai Norbu hizo una peregrinación al Tíbet, la India y Nepal. Debido a la confusión y las consecuencias de la Rebelión tibetana de 1959, Norbu no podía regresar al Tíbet desde Sikkim, así que se quedó en dicho país vecino mientras trabaja como autor y editor.

## Profesorado
Reconocido como muy bien informado en todos los aspectos de la cultura tibetana con solo la edad de veintidós años, fue invitado a Italia por el famoso profesor Giuseppe Tucci para trabajar en el Instituto ISMEO en Roma por dos años. En 1962 él tomó un trabajo en Nápoles en el Istituto Universitario Orientale, donde enseñó lengua y literatura tibetanas hasta 1992. Desde su residencia en Italia, Chögyal Namkhai Norbu centro su investigación principalmente en la historia antigua del Tíbet, investigando a fondo lo autóctona tradición Bön. Sus libros, que incluyen obras sobre historia, medicina tibetana, astrología tibetana, tradición Bön y otras tradiciones populares, tales como el namkha, son una prueba de su profundo conocimiento su cultura autóctona y su compromiso de preservar este patrimonio cultural ancestral. Ellos han sido muy apreciados por los tibetanos, así como por académicos de todo el mundo.

## Enseñanza Dzogchen en Occidente

### Trul khor: Yantra Yoga
En 1971 Chögyal Namkhai Norbu comenzó a enseñar Yantra Yoga, una antigua forma de yoga tibetano que combina el movimiento, la respiración y la visualización. Unos años más tarde comenzó a dar enseñanzas Dzogchen a un pequeño grupo de estudiantes italianos con quien fundó la "Comunidad Dzogchen" (Wylie: rdzogs chen 'dus sde). en ese momento el Dzogchen era relativamente desconocido en Occidente.

### Comunidad Dzogchen Internacional

Letra tibetana "A", símbolo importante en el Dzogchen

Como el interés en sus enseñanzas creció, Rinpoche se dedicó a la difusión del Dzogchen y el establecimiento de "gars" (tibetano), los asientos de la Comunidad Dzogchen Internacional, en todo el mundo. Hoy en día hay gars en Italia, Estados Unidos, México, Venezuela, Argentina, Australia, Rumania, Rusia, España y Ucrania. Aparte de su actividad espiritual, fundó el Instituto Shang-Shung Internacional para preservar las tradiciones culturales del Tíbet y Asia, una organización que opera sin fines de lucro en el Tíbet, y que esta principalmente dedicada a atender las necesidades educativas y médicas de la población tibetana.